# Wanamaker (Familienname)
Wanamaker bzw. Wannamaker ist ein Familienname. Zu Herkunft und Bedeutung siehe Wannemacher.

## Namensträger

### Form Wanamaker
- Brad Wanamaker (* 1989), US-amerikanischer Basketballspieler
- John Wanamaker (1838–1922), US-amerikanischer Kaufmann und Politiker
- Lewis Rodman Wanamaker (1863–1928), US-amerikanischer Warenhausbesitzer, Verleger und Philanthrop
- Madeleine Wanamaker (* 1995), US-amerikanische Ruderin
- Rick Wanamaker (* 1948), US-amerikanischer Zehnkämpfer
- Rodman Wanamaker (Rod Wanamaker; 1899–1976), US-amerikanischer Polospieler
- Sam Wanamaker (1919–1993), US-amerikanischer Schauspieler und Regisseur
- Zoë Wanamaker (* 1949), britische Schauspielerin

### Form Wannamaker
- Ian Wannamaker (* 1981), kanadisch-neuseeländischer Eishockeyspieler
- Lewis W. Wannamaker (1923–1983), US-amerikanischer Mikrobiologe und Pädiater